# ジム・ワット
ジム・ワット（Jim Watt、1948年7月18日 - ）は、イギリス・スコットランドの元男性プロボクサー。グラスゴー出身。元WBC世界ライト級王者。

## 来歴
1968年10月30日、プロデビュー。
1972年5月3日、16戦目でイギリスライト級王座を獲得。
1973年1月29日、ケン・ブキャナンに敗れて王座陥落。
1975年1月27日、イギリスライト級王座を再獲得。
1977年8月5日、欧州ライト級王座を獲得。以後、3度の防衛に成功する。
1979年4月17日、ロベルト・デュランの王座返上に伴い空位となったWBC王座を同級2位のアルフレド・ピタルアーと争い、12回KO勝ちで念願の世界王座を獲得した。以降、2年間の間に4度の防衛に成功。防衛の相手にはモントリオール五輪ライト級金メダリストのハワード・デービス・ジュニアや、後の世界王者ショーン・オグラディも含まれる。
1981年6月20日、リングの貴公子アレクシス・アルゲリョと対戦し、15回判定負けで王座陥落。この試合を最後に引退した。

## 獲得タイトル
- 第15代WBC世界ライト級王座（防衛4度）